# Ilha Gareloi
A ilha Gareloi (em alemão:  Anangusix̂) é uma ilha vulcânica das ilhas Delarof, nas ilhas Aleutas, Alasca, Estados Unidos. Situa-se entre a passagem Tanaga e a passagem Amchitka. É a maior das ilhas Delarof e é desabitada.
A ilha tem 9,7 km de comprimento por 8 km de largura, com 67,2 km2 de área total. É dominada pelo vulcão Gareloi, um estratovulcão ativo, cujo cume está no centro da ilha e que atinge 1573 m de altitude. Há outro cume bastante menor noutro local da ilha.

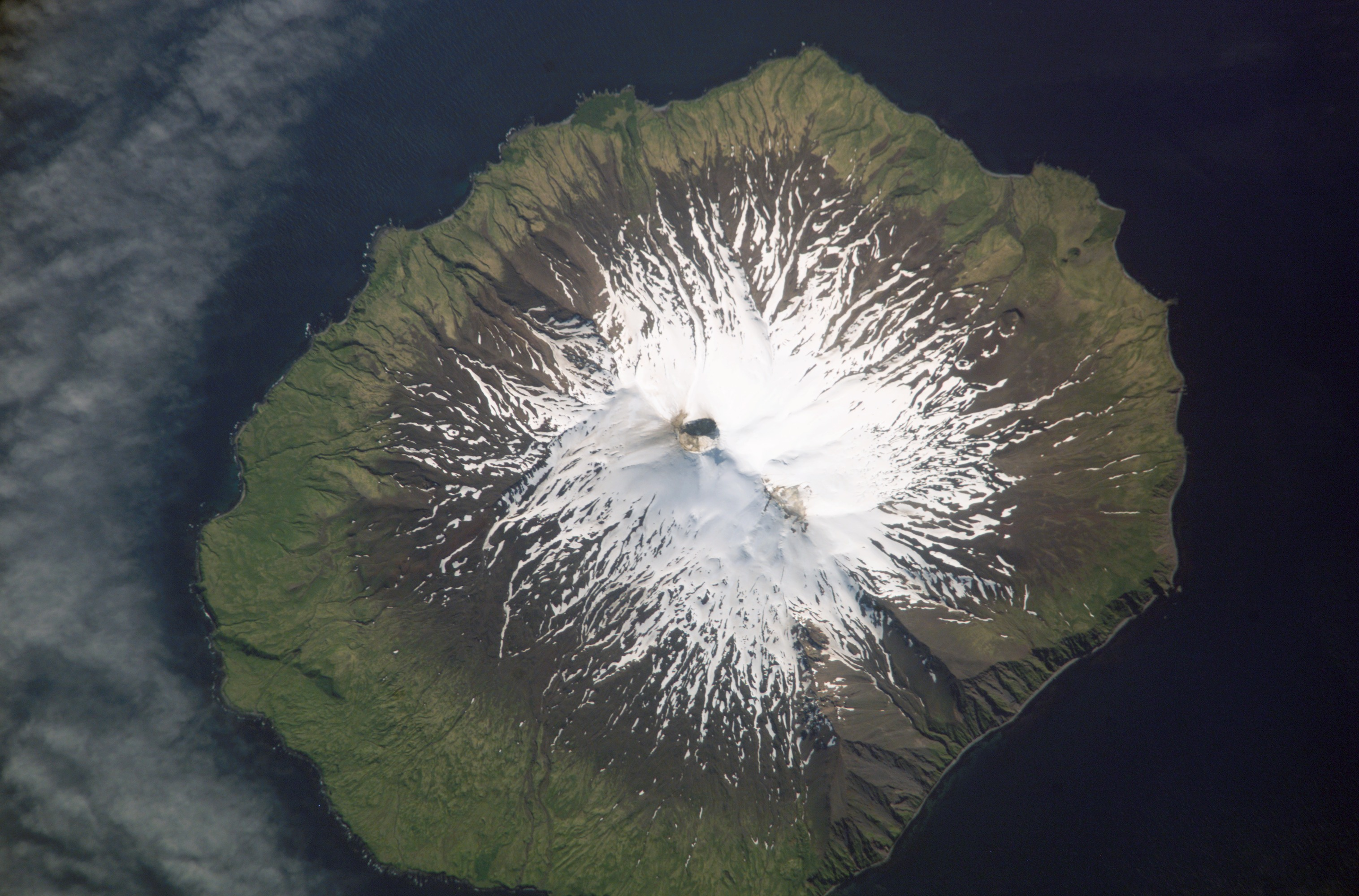
A ilha Gareloi vista em imagem de satélite da NASA